# David W. K. Johnson
David W. K. Johnson (David Wayne Kim Johnson, * 28. Juli 1975 in Seoul) ist ein US-amerikanischer Komponist und Posaunist.
Johnson studierte Musik an der University of Wisconsin in Stevens Point bei Charles Rochester Young. Er ist Direktor für Instrumentalmusik des School District of Williams Bay, Wisconsin. Er spielt Posaune in der Swing Doctors Jazz Big Band, im Central Wisconsin Jazz Orchestra und der Wausau Symphony Band and Jazz Band, außerdem im  Central Wisconsin Symphony Orchestra. Er komponierte u. a. Klavierwerke, ein Duett für Altsaxophon und Tenorposaune, ein Trio für Horn, Posaune und Trompete, Ninja Quest für Blechbläserensemble und Eine Kleine Kountrykitchenmusik Für Nacht
für Sprechchor.